# Beaumanoir (cheval)
Pour les articles homonymes, voir Beaumanoir.
Beaumanoir (né en 1901) est un cheval de course né dans l'Orne, un Anglo-normand de type trotteur. C'est l'un des premiers petit-fils du principal étalon à l'origine du Trotteur français, le chef de race Fuschia. Il est considéré comme l'un des meilleurs trotteurs du début du XXe siècle.
Acquis par les Haras nationaux au prix record de 70 000 francs, il fait ensuite la monte. 

## Histoire
Lors d'une visite au haras national du Pin en 1906, le ministre de l'agriculture annonce l'acquisition de Beaumanoir, alors âgé de cinq ans. C'est le plus haut prix atteint par un trotteur à l'époque.

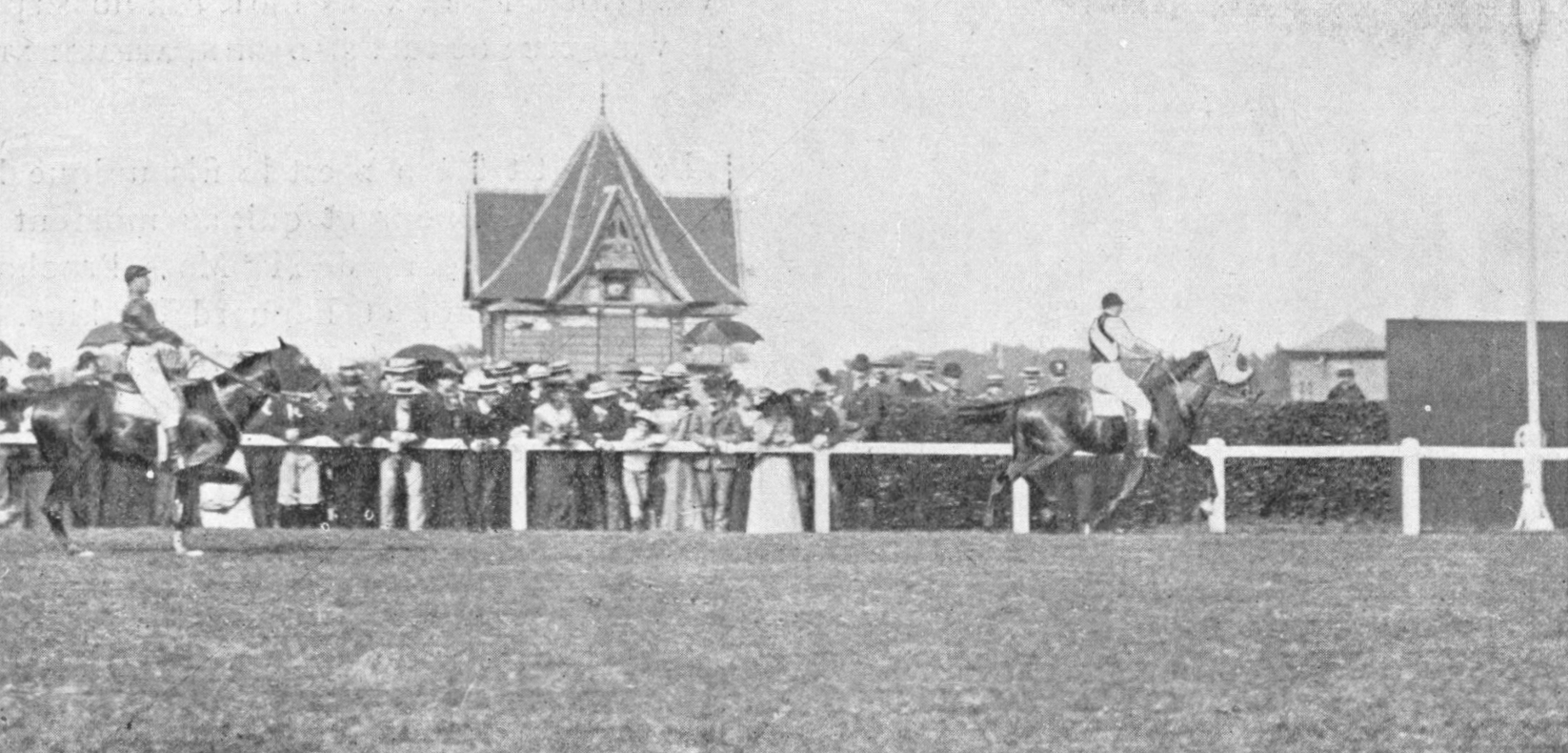
La victoire de Beaumanoir devant Bémécourt dans le Prix du Président de la République le 20 juin 1904 sur l'hippodrome de Saint-Cloud.

## Descendance
Un fils de Narquois ou de Beaumanoir et d'une mère par Cherbourg, l'étalon Grand Maître appartenant à M. Lallouet, remporte en 1910 le premier prix des étalons trotteurs. En 1909, ses gains se sont élevés à 46 325 francs pour trois apparitions en public.